# عمارت کوتی
عمارت کوتی مربوط به دوره ساسانیان است و در بوشهر، محله قدیمی کوتی، خیابان ساحلی، روبروی خلیج فارس واقع شده و این اثر در تاریخ ۱۰ مهر ۱۳۸۰ با شمارهٔ ثبت ۳۹۹۵ به‌عنوان یکی از آثار ملی ایران به ثبت رسیده است.